# Campeonato Paceño de Fútbol
El Campeonato Paceño de Fútbol, denominado oficialmente Primera A AFLP, es el campeonato de primera división de fútbol de La Paz. Es organizado anualmente por la Asociación de Fútbol de La Paz. Los tres mejores clubes (campeón, subcampeón, tercer lugar) clasifican a la Copa Simón Bolívar por el ascenso a la Primera División del país.

## Historia
Los torneos oficiales de fútbol masculino en La Paz se disputan orgánicamente desde 1914, y se reconocen tres períodos, hasta 1949 la llamada época amateur primera, desde 1950 la etapa conocida como época profesional, y desde 1978 la época amateur segunda.

### Era amateur primera (1914-1949)
Entre 1914 y 1949, el fútbol en La Paz se practicaría de forma no profesional. Esta etapa se conoce como amateur. 
En el primer torneo que jugaron en 1914 se inscribieron 8 equipos en primera división y 6 en segunda, participando en ellos 180 jugadores.
The Strongest se consagró primer Campeón tanto en las categorías de 1ª y 2ª división, haciéndolo en ambas de forma invicta.
El Club The Strongest también se consagró como el equipo más ganador de esta etapa con 13 Títulos y 6 Subcampeonatos en su haber, siguiéndole el Club Bolívar con 6 títulos y 8 Subcampeonatos, y Litoral con 4 Títulos.
El último Campeón de esta etapa sería el Club Litoral en 1949.

### Era profesional (1950-1977)
En el año 1950 la Asociación de Fútbol de La Paz paso al profesionalismo. 
A partir del año 1954, por iniciativa de la Federación Boliviana de Futbol, la Asociación de Fútbol de La Paz, organizó 2 torneos paralelos:
El Campeonato Oficial del Fútbol de La Paz, participaron clubes de la ciudad de La Paz y competían por el título de campeón paceño.
El Campeonato Integrado, participaron los clubes de La Paz, Cochabamba y Oruro, competían por el título de Campeón Nacional, estos participaron a partir del año 1954.
En 1960, el mismo año en que se instaura el campeonato continental de clubes, se establece un campeonato nacional de clubes, principalmente con la intención de coronar un campeón nacional que represente a Bolivia en la recién creada Copa de Campeones de América. A causa de las dificultades de desplazamiento y comunicación de la época, se optó que cada Asociación Departamental siga jugando su torneo oficial de febrero a agosto, y que sólo los campeones y subcampeones de éstas jueguen el torneo nacional bautizado "Torneo Mayor", y años después "Copa Simón Bolívar".

### Era amateur segunda (1978-2019)
En 1977 los principales clubes de cada asociación departamental, incluida la de La Paz, se desafilian para crear la Liga del Fútbol Profesional Boliviano, que sería desde entonces la máxima categoría del fútbol en Bolivia.
A partir de 1993, una vez superadas las diferencias entre la Liga por un lado y la FBF y la ANF, a la cual pertenecía la AFLP, por otro, se decide que la Copa Simón Bolívar se convierta oficialmente en el Campeonato de ascenso, cuyo campeón accedería de forma directa a formar parte de la Liga, mientras que el Subcampeón jugaría un partido con el penúltimo de la Liga por el segundo cupo.

## Equipos participantes (2021)
En el campeonato 2021 participan 7 equipos. Los equipos que participan del torneo son únicamente de la ciudad de La Paz y El Alto: Deportivo FATIC, ABB, Unión Maestranza, Deportivo ICC, Universitario de La Paz, Virgen de Chijipata, EMI, Ramiro Castillo (No participó). 

## Historial

### Campeonatos paceños en la era amateur primera (1909-1949)[4]
| Temporada | Campeón                                        | Subcampeón                                     |
| --------- | ---------------------------------------------- | ---------------------------------------------- |
| 1909      | Nimbles Sport                                  | The Strongest                                  |
| 1911      | The Strongest                                  | Nimbles Sport                                  |
| 1914 I    | The Strongest                                  | Colegio Militar                                |
| 1914 II   | The Law Players                                | The Strongest                                  |
| 1914 III  | The Strongest                                  | The Tidy                                       |
| 1915 I    | Colegio Militar                                | The Strongest                                  |
| 1915 II   | Nimbles Sport                                  | The Strongest                                  |
| 1915 III  | The Strongest                                  | Colegio Militar                                |
| 1916 I    | The Strongest                                  | Workmen                                        |
| 1916 II   | The Strongest                                  | New Fighters                                   |
| 1917      | The Strongest                                  | New Fighters                                   |
| 1918-22   | campeonato no disputado                        | campeonato no disputado                        |
| 1922      | The Strongest                                  | Universitario                                  |
| 1923      | The Strongest                                  | Universitario                                  |
| 1924      | The Strongest                                  | Universitario                                  |
| 1925      | The Strongest                                  | Universitario                                  |
| 1926      | campeonato no disputado                        | campeonato no disputado                        |
| 1927      | Nimbles Sport                                  | Bolivar                                        |
| 1928      | Colegio Militar                                | Universitario                                  |
| 1929      | Universitario                                  | The Strongest                                  |
| 1930      | The Strongest                                  | Bolivar                                        |
| 1931      | Nimbles Sport                                  | Huracán de Viacha                              |
| 1932      | Bolivar                                        | The Strongest                                  |
| 1933-34   | sin competición a causa de la Guerra del Chaco | sin competición a causa de la Guerra del Chaco |
| 1935      | The Strongest                                  | Ayacucho                                       |
| 1936      | Ayacucho                                       | San Calixto                                    |
| 1937      | Bolivar                                        | Atlético Alianza                               |
| 1938      | The Strongest                                  | Bolivar                                        |
| 1939      | Bolivar                                        | Atlético La Paz                                |
| 1940      | Bolivar                                        | The Strongest                                  |
| 1941 I    | Atlético La Paz                                | Bolivar                                        |
| 1941 II   | Bolivar                                        | Ferroviario                                    |
| 1942 I    | Bolivar                                        | The Strongest                                  |
| 1942 II   | Bolívar                                        | Atlético La Paz                                |
| 1943      | The Strongest                                  | Bolivar                                        |
| 1944      | Ferroviario                                    | The Strongest                                  |
| 1945      | The Strongest                                  | Bolivar                                        |
| 1946      | The Strongest                                  | Bolivar                                        |
| 1947      | Litoral                                        | Bolivar                                        |
| 1948      | Litoral                                        | Unión Maestranza                               |
| 1949      | Litoral                                        | Bolivar                                        |

### Campeonato Profesional Paceño (1950-1976)
| Temporada | Campeón         | Subcampeón      |
| --------- | --------------- | --------------- |
| 1950      | Bolivar         | Litoral         |
| 1951      | Always Ready    | Bolivar         |
| 1952      | The Strongest   | Always Ready    |
| 1953      | Bolivar         | Always Ready    |
| 1954      | Litoral         | The Strongest   |
| 1955      | Chaco Petrolero | Bolivar         |
| 1956      | Bolivar         | Municipal       |
| 1957      | Always Ready    | Municipal       |
| 1958      | Municipal       | The Strongest   |
| 1959      | Always Ready    | Bolivar         |
| 1960      | Municipal       | Bolivar         |
| 1961      | Municipal       | The Strongest   |
| 1962      | Chaco Petrolero | The Strongest   |
| 1963      | The Strongest   | Always Ready    |
| 1964      | The Strongest   | Municipal       |
| 1965      | Municipal       | The Strongest   |
| 1966      | Bolivar         | 31 de Octubre   |
| 1967      | Bolivar         | Always Ready    |
| 1968      | Always Ready    | Bolivar         |
| 1969      | Bolivar         | Municipal       |
| 1970      | The Strongest   | Chaco Petrolero |
| 1971      | The Strongest   | Municipal       |
| 1972      | Litoral         | Municipal       |
| 1973      | Municipal       | 31 de Octubre   |
| 1974      | The Strongest   | Bolivar         |
| 1975      | 31 de Octubre   | Always Ready    |
| 1976      | Bolivar         | The Strongest   |

### Campeonatos paceños en la era amateur segunda(1977-2022)[4]
| Temporada | Campeón              | Subcampeón          |
| --------- | -------------------- | ------------------- |
| 1977      | 31 De Octubre        | 1.º de Mayo         |
| 1978      | 31 De Octubre        | Litoral             |
| 1979      | 31 De Octubre        | Litoral             |
| 1980      | Unión Maestranza     | Chaco Petrolero     |
| 1981      | Chaco Petrolero      | Unión Maestranza    |
| 1982      | Mariscal Braun       | Litoral             |
| 1983      | Litoral              | Unión Maestranza    |
| 1984      | Litoral              | Mariscal Braun      |
| 1985      | Litoral              | Always Ready        |
| 1986      | Always Ready         | Municipal           |
| 1987      | Chaco Petrolero      | Independiente Alas  |
| 1988      | Mariscal Braun       | Chaco Petrolero     |
| 1989      | Chaco Petrolero      | Unión Maestranza    |
| 1990      | Chaco Petrolero      | Mariscal Braun      |
| 1991      | Litoral              | Mariscal Braun      |
| 1992      | Universidad Católica | Mariscal Braun      |
| 1993      | Always Ready         | Mariscal Braun      |
| 1994      | Chaco Petrolero      | Always Ready        |
| 1995      | Chaco Petrolero      | Municipal           |
| 1996      | Atlético González    | Mariscal Braun      |
| 1997      | Atlético González    | Mariscal Santa Cruz |
| 1998      | Municipal            | Mariscal Braun      |
| 1999      | Mariscal Braun       | Litoral             |
| 2000      | Iberoamericana       | Atlético González   |
| 2001      | Litoral              | Chaco Petrolero     |
| 2002      | La Paz FC            | Deportivo Zuraca    |
| 2003      | La Paz FC            | Mariscal Braun      |
| 2004      | Deportivo Zuraca     | ABB                 |
| 2005      | Mariscal Braun       | ABB                 |
| 2006      | Mariscal Braun       | Chaco Petrolero     |
| 2007      | Mariscal Braun       | Ferroviario         |
| 2008      | ABB                  | Mariscal Braun      |
| 2009      | Fraternidad Tigres   | 31 De Octubre       |
| 2010      | Mariscal Braun       | ABB                 |
| 2011      | ABB                  | Unión Maestranza    |
| 2011-12   | Unión Maestranza     | ABB                 |
| 2012-13   | Unión Maestranza     | 31 De Octubre       |
| 2013-14   | Unión Maestranza     | Ramiro Castillo     |
| 2014-15   | Unión Maestranza     | Ramiro Castillo     |
| 2015-16   | Ramiro Castillo      | Always Ready        |
| 2016-17   | Ramiro Castillo      | Always Ready        |
| 2017-18   | Always Ready         | Deportivo FATIC     |
| 2018-19   | Deportivo FATIC      | Virgen de Chijipata |
| 2020      | Deportivo FATIC      | Chaco Petrolero     |
| 2021      | Deportivo FATIC      | Unión Maestranza    |
| 2022      | Deportivo FATIC      | ABB                 |
| 2023      | Deportivo FATIC      | Hiska Nacional      |
| 2024      | ABB                  | Chaco Petrolero     |

## Títulos por club
| Club                     | Títulos | Subtítulos | Temporadas Títulos | Temporadas Subtítulos                                                              |
| ------------------------ | ------- | ---------- | --- | ---------------------------------------------------------------------------------- |
| The Strongest            | 20      | 12         | 1914, 1916 I, 1916 II, 1917, 1922, 1923, 1924, 1925, 1930, 1935, 1938, 1943, 1945, 1946, 1952, 1963, 1964,1970, 1971, 1974 | 1915, 1929, 1932, 1940, 1942, 1944, 1954, 1958, 1961, 1962, 1965, 1976             |
| Bolivar                  | 13      | 14         | 1932, 1937, 1939, 1940, 1941, 1942, 1950, 1953, 1956, 1966, 1967, 1969, 1976                                               | 1927, 1930, 1938, 1943, 1945, 1946, 1947, 1949, 1951, 1955, 1959, 1960, 1968, 1974 |
| Chaco Petrolero          | 9       | 5          | 1955, 1962, 1981, 1987, 1989, 1990, 1992, 1994, 1995                                                                       | 1980, 1988, 2001, 2006, 2020                                                       |
| Litoral                  | 8       | 4          | 1947, 1948, 1949, 1954, 1972, 1983, 1991, 2001                                                                             | 1950, 1978, 1982, 1999                                                             |
| Always Ready             | 7       | 8          | 1951, 1957, 1959, 1968, 1986, 1993, 2017-18                                                                                | 1952, 1953, 1963, 1967, 1975, 1994, 2015-16, 2016-17                               |
| Mariscal Braun           | 7       | 8          | 1982, 1988, 1999, 2005, 2006, 2007, 2010                                                                                   | 1990, 1991, 1992, 1993, 1996, 1998, 2003, 2008                                     |
| Municipal                | 6       | 9          | 1958, 1960, 1961, 1965, 1973, 1998                                                                                         | 1956, 1957, 1964, 1969, 1970, 1971, 1972, 1986, 1995                               |
| Unión Maestranza         | 5       | 6          | 1980, 2011-12, 2012-13, 2013-14, 2014-15                                                                                   | 1948, 1981, 1983, 1989, 2011, 2021                                                 |
| Deportivo FATIC          | 5       | 1          | 2009, 2018-19, 2020, 2021, 2022                                                                                            | 2017-18                                                                            |
| La Paz F.C.              | 4       |            | 1996, 1997, 2002, 2003 |                                                                                    |
| 31 de Octubre            | 3       | 4          | 1975, 1977, 1978 | 1966, 1973, 2009, 2012-13                                                          |
| ABB                      | 2       | 4          | 2008, 2011 | 2004, 2005, 2010, 2011-12                                                          |
| Ramiro Castillo          | 2       | 2          | 2015-16, 2016-17 | 2013-14, 2014-15                                                                   |
| Colegio Militar          | 2       | 1          | 1915, 1928 | 1914                                                                               |
| Nimbles                  | 2       |            | 1927, 1931 |                                                                                    |
| Universitario            | 1       | 5          | 1929 | 1922, 1923, 1924, 1925, 1928                                                       |
| Ferroviario              | 1       | 2          | 1944 | 1941, 2007                                                                         |
| Zuraca                   | 1       | 1          | 2004 | 2002                                                                               |
| Ayacucho                 | 1       | 1          | 1936 | 1935                                                                               |
| Iberoamericana           | 1       |            | 2000 |                                                                                    |
| Chijipata                |         | 1          | | 2018-19                                                                            |
| Club Mariscal Santa Cruz |         | 1          | | 1997                                                                               |
| Independiente Alas       |         | 1          | | 1987                                                                               |
| 1° de Mayo               |         | 1          | | 1977                                                                               |
| Atlético La Paz          |         | 1          | | 1939                                                                               |
| Atlético Alianza         |         | 1          | | 1937                                                                               |
| San Calixto              |         | 1          | | 1936                                                                               |
| Huracán                  |         | 1          | | 1931                                                                               |
| New Fighters             |         | 2          | | 1916 II, 1917                                                                      |
| Workmen                  |         | 1          | | 1916                                                                               |